# King River (Macquarie Harbour)
Der King River ist ein Fluss im Westen des australischen Bundesstaates Tasmanien.

## Geografie

### Flusslauf
Der etwas mehr als 52 Kilometer lange King River entsteht bei der Siedlung Marble Bluff östlich des Mount Sedgwick aus dem Eldon River und dem South Eldon River, durchfließt die West Coast Range zwischen Mount Huxley und Mount Jukes und mündet bei Lowana, fünf Kilometer südlich von Strahan, in den Macquarie Harbour.
Der Oberlauf des King River liegt in einem Tal, das früher mit einem Gletscher ausgefüllt war. Noch heute kann man an den oberen Hängen der Berge Schleifspuren des Gletschers sehen. Auf der Nordseite des Mount Sedgwick gibt es auch noch eine Reihe kleiner Gletscherseen, zum Beispiel den Lake Beatrice.

### Nebenflüsse mit Mündungshöhen
Der Queen River ist der wichtigste Nebenfluss des King River und verfrachtete über 100 Jahre lang Abraum von den Bergwerken in Queenstown in den Unterlauf des King Rivers. Durch verschiedene Maßnahmen der Bergbaugesellschaft und der Regierung, zum Beispiel den Bau von Rückhaltebecken für den Abraum, wurde dies unterbunden. Der Unterlauf des King River ist heute aber so stark mit Schlick gefüllt, dass sich im Macquarie Harbour ein regelrechtes Delta ausbildete. Mindestens eine Bergbaugesellschaft hat bereits vorgeschlagen, den Schlick auszubaggern und nach noch verwertbaren Erzen zu durchsuchen.
Der King River hat folgende Nebenflüsse:
- Eldon River – 243 m
- South Eldon River – 243 m
- Lyell Comstock Creek – 230 m
- Princess River – 230 m
- Nelson River – 230 m
- Governor River – 230 m
- Tofft River – 230 m
- Newall Creek – 64 m
- Queen River – 64 m
- Thomas Currie Rivulet – 62 m
- Swift Creek – 21 m

### Durchflossene Stauseen
Er durchfließt folgende Seen/Stauseen:
- Lake Burbury – 230 m

## Staudammbau
Das Tal am Oberlauf des King Rivers wurde erstmals 1917 von der Mount Lyell Company (Vorgänger der Mount Lyell Mining and Railway Company) zur Planung eines Staudamms vermessen. Aber erst in den 1980er-Jahren, nach dem Scheitern des Projektes Franklin-Staudamm, entschied sich Hydro Tasmania, dort einen Staudamm zu errichten. An diesem Damm wurde der King River zum Lake Burbury aufgestaut, der nach dem ersten, in Australien geborenen Gouverneur von Tasmanien, Stanley Burbury, benannt ist.
Die alte Siedlung an der Holzmühle auf der früheren Trasse des Lyell Highway wurde überflutet, ebenso wie ein wesentlicher Teil der alten Strecke der North Mount Lyell Railway zwischen den Siedlungen Linda und Pillinger. Auch die Kleinstadt Crotty mit ihren Schmelzöfen verschwand in den Fluten des Stausees.

## Zahnradbahn
Am Nordufer des King Rivers, zwischen Teepookana und der Quarter Mile Bridge, verlief die alte Zahnradbahn (System Abt) nach Queenstown.
1962 ließ der Erbauer und Betreiber, die Mount Lyell Mining and Railway Company, die Strecke auf und baute sie ab. Anfang 2002 wurde sie als Sehenswürdigkeit für die Touristen wieder aufgebaut. Die neue Strecke entspricht genau der alten und heißt heute West Coast Wilderness Railway.